# Kris Bowers

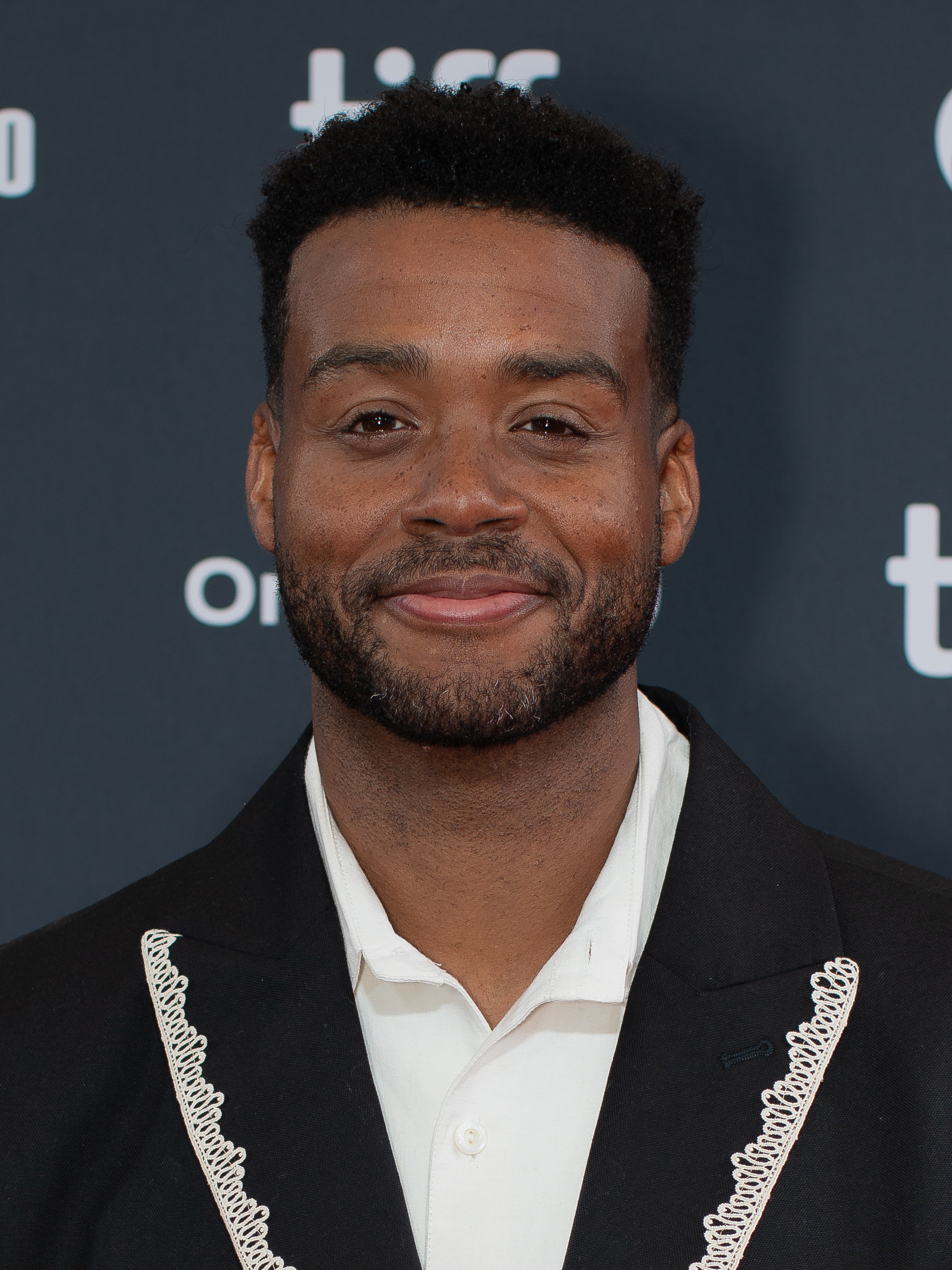
Kris Bowers (2024)

Kris Bowers (* 5. April 1989 in Los Angeles, Kalifornien) ist ein US-amerikanischer Jazzpianist, Keyboarder und Komponist.

## Leben
Seine beiden Eltern waren beim Fernsehen und führten ihn früh an das Klavierspiel heran. Er studierte an der Los Angeles County High School for the Arts (mit Unterricht unter anderem durch Mulgrew Miller, Donald Vega) und an der Colburn School of Performing Arts mit dem Abschluss 2006. Danach studierte er an der Juilliard School in New York mit Bachelor- und Masterabschlüssen in Jazz. Außerdem war er schon früh stark von Filmmusik beeinflusst.
2011 gewann er den Thelonious-Monk-Wettbewerb im Bereich Klavier (während er noch an der Juilliard studierte). Daraus resultierte ein Plattenvertrag bei Concord Jazz mit seinem Debütalbum Heroes + Misfits 2014. Im selben Jahr trat er in Japan auf, auf dem Jazzfestival Vitoria-Gasteiz und dem London Jazz Festival. 2016 wurde er mit anderen Jazzmusikern von Barack Obama ins Weiße Haus zu einem Konzert eingeladen. 2017 war er als Keyboarder der „Rising Star“ im Kritikerpoll des Down Beat.
Er komponiert auch Filmmusik, so für Green Book – Eine besondere Freundschaft und Dear White People (Netflix-Fernsehserie). Er arbeitet mit gastronomischen Projekten, Tanzprojekten und Digitalkünstlern zusammen. Für Blue Skies (Don Shirley Trio) erhielt er Ende 2019 eine Grammy-Nominierung in der Kategorie Bestes Instrumental- oder A-cappella-Arrangement.
Als Vorbilder nannte er Oscar Peterson, Wynton Kelly („for his comping and incredible feel“), Duke Ellington (als Komponist), Ahmad Jamal und Count Basie.
2020 führte er zusammen mit Ben Proudfoot Regie beim Kurz-Dokumentarfilm A Concerto Is a Conversation, der als Dialog mit seinem Großvater Horace Bowers Sr., der im Süden zur Zeit der Rassentrennung aufwuchs, konzipiert ist. Dafür wurden er und Proudfoot in der Kategorie Bester Dokumentar-Kurzfilm für die Oscarverleihung 2021 nominiert. Drei Jahre später gewann er gemeinsam mit Ben Proudfoot den Preis für The Last Repair Shop (2023). Das Werk stellt einen Reparatur-Laden in einem Warenhaus in Los Angeles in den Mittelpunkt, bei dem ehrenamtliche Helfer seit 1959 mehr als 80.000 Schul-Musikinstrumente kostenfrei warten.
In dem Dokumentarfilm Anthem (2023) von Peter Nicks reist Bowers gemeinsam mit DJ Dahi durch die USA, um herauszufinden, wie die Nationalhymne der USA mit dem Titel The Star-Spangled Banner klingen könnte, wenn der Sound auf Musik aus der heutigen Zeit basieren würde.

## Filmografie (Auswahl)

### Als Regisseur
- 2020: A Concerto Is a Conversation (Kurz-Dokumentarfilm)
- 2023: The Last Repair Shop (Kurz-Dokumentarfilm)

### Als Produzent
- 2023: Anthem (Dokumentarfilm, als Produzent)

### Als Filmkomponist
- 2016: Little Boxes
- 2018: Monsters and Men
- 2018: Green Book – Eine besondere Freundschaft (Green Book)
- 2018: Broken Wing (Kurzfilm)
- 2018: Warriors of Liberty City (Fernsehserie)
- 2018–2019: For the People (Fernsehserie)
- 2019: When They See Us (Fernsehserie)
- 2017–2019: Dear White People (Fernsehserie)
- 2019–2020: Black Monday (Fernsehserie)
- 2020: Mrs. America (Miniserie)
- 2020: Bad Hair
- 2020: Bridgerton
- 2021: Space Jam: A New Legacy
- 2021: Respect
- 2021: King Richard
- 2022: Inventing Anna (Miniserie)
- 2022: The Greatest Beer Run Ever
- 2023: Secret Invasion (Fernsehserie)
- 2023: Geistervilla (Haunted Mansion)
- 2023: Origin
- 2023: Die Farbe Lila (The Color Purple)
- 2024: Bob Marley: One Love
- 2024: Der wilde Roboter (The Wild Robot)

## Auszeichnungen
Emmy
- 2019: Nominierung in der Kategorie Original Dramatic Score (When They See Us)

British Academy Film Award
- 2025: Nominierung für die Beste Filmmusik (Der wilde Roboter)[3]

Critics’ Choice Movie Award
- 2025: Nominierung für die Beste Filmmusik (Der wilde Roboter)

Golden Globe Award
- 2025: Nominierung für die Beste Filmmusik (Der wilde Roboter)

Grammy Awards
- 2020: Nominierung in der Kategorie Best Arrangement, Instrumental or A Cappella (für „Blue Skies“)

Oscar
- 2021: Nominierung in der Kategorie Bester Dokumentar-Kurzfilm zusammen mit Ben Proudfoot (für „A Concerto Is a Conversation“)
- 2024: Auszeichnung in der Kategorie Bester Dokumentar-Kurzfilm zusammen mit Ben Proudfoot (für „The Last Repair Shop“)
- 2025: Nominierung für die Beste Filmmusik (Der wilde Roboter)

World Soundtrack Awards
- 2019: Nominierung in der Kategorie Discovery of the Year (Green Book – Eine besondere Freundschaft)
- 2019: Nominierung in der Kategorie Television Composer of the Year[4][5]